# 劉遠生
劉遠生（17世紀—17世紀），本名劉廣胤，字同庵，陝西西安府富平縣人，明朝、南明政治人物。

## 生平
劉遠生自歲貢出身，擔任開封通判，調任贛州，防禦張獻忠有功，歷任兵部職方司主事、漳南道副使。隆武初年以僉都御史任江西巡撫，和萬元吉及吉安副使李文懋守衛贛州，益王朱由木起兵，他招募十兵三千人，命中軍張琮經寧都前往贛州，張琮剛出發，清兵已迫近贛州，他打算出城前往雩都找回張琮迎救，贛州人懷疑他想逃走，於是燒毀其船隻，拘留其妻子，不久他率領張琮軍隊來臨，贛州人都感到後悔罪，惟張琮渡河到梅林時中伏大敗，折返在河爭奪船隻，部下大多墮水而死。次年（1646年）贛州行宮建成，他上疏迎接隆武帝，對方命令他收拾寧都、石城；五月時渡河他身先士卒，被清軍擒拿，不屈入獄，死士俞文華、翁玉卿、鄧僮用計救他出獄，僕僮阿長在路途中去世。 
永曆元年（1647年）二月，劉遠生入朝任職太僕寺卿，陞刑部右侍郎，他熟悉典章，當時朝廷草創，會改正不夠典雅的地方。劉承胤以同姓也親近他，多次調護；改任戶部左侍郎，晉刑部尚書，永曆帝巡幸南寧，他和瞿式耜留守桂林，到金聲桓反正，瞿式耜請求：「慎選大臣前往諭詔聖德，劉遠生領兵已久，名聞江右，可以派遣。」永曆帝不聽。很快李成棟也反正，迎駕南寧，瞿式耜顧慮對方成棟挾君專權，促請他遠生入朝阻止，最終不了了之；他奉命犒勞李成棟軍隊，成棟建議改兩廣軍門作為行宮，他回答：「天子是天下主人，爵位賞賜和出征攻伐都由天子決定。假如讓主上駕臨這裡，就隱然有挾天子號令嫌。而且江西、廣東同時反正，六師不日收復南京，主上不返桂林，都可說出行南韶，巡幸江右，假若臨幸廣州，則表示天下苟安了。」李成棟同意，因此還駐肇慶。
之後劉遠生改任兵部尚書協理京營戎政，建議開設武備庫儲糧練兵，並奉駕親征湖廣，適逢南雄失陷，永曆帝即將西奔，杜永和請求留駕，他從清遠前來馳諭廣州諸將令，杜永和奉詔後歸請駕暫駐梧州，不久詔獄興起，劉湘客等人被逮問，吳貞毓非常嫉妒他，他就自請催促桂林諸將兵出擊湖廣，而高必正則疏請讓他總督忠貞營兵馬。冬天桂林淪陷，瞿式耜被殺，他和管嗣裘、朱昌時到瑤峒族人住處躲藏。
永曆六年（1652年）李定國收復桂林，他前往迎接並遊說對方盡忠擁戴永曆帝，得對方重視；李定國入湖南，他留守桂林激勵土兵，固守平樂、柳州，多次擊敗清兵，桂林再次失陷，他退入谿峒終老。

## 引用
1. 1 2  錢海岳《南明史·卷五十六·列傳第三十二》：劉遠生，本名廣胤，字同庵，富平人。器宇開亮。以歲貢授開封通判，調贛州，禦張獻忠有功。歷職方主事、漳南副使。隆武初，以僉都御史巡撫江西，與萬元吉及吉安副使李文懋守贛州。益王由木起兵，遠生募兵三千人，命中軍張琮領之，繇寧都前往。甫行而清兵薄贛州，遠生亟出城，躬往雩都，邀琮還救。贛人疑其遁，焚其舟，拘其妻子。俄而遠生率琮兵至，贛人乃悔罪。琮渡河至梅林，中伏大敗，還至河爭舟，多墮水死。二年，贛州行宮成，具疏迎駕。上命收拾寧都、石城。五月朔，渡河復陣，身前士卒，被執不屈繫獄。死士俞文華、翁玉卿、鄧僮以計引之，復脫歸，僮阿長中道死。永曆元年二月，入為太僕卿，陞刑部右侍郎。遠生諳熟典章，朝廷草創，未雅馴者，皆議正之。劉承胤以同姓故，亦親之，多調護力。調戶部左，晉刑部尚書。上幸南寧，遠生與瞿式耜俱留桂林。金聲桓反正，式耜請「慎選大臣往諭聖德，遠生久於節鉞，名聞江右，可遣也。」弗聽。尋成棟亦反正，迎駕南寧。式耜慮成棟挾上自專，促遠生入朝阻之，而事不獲已。遠生奉命勞成棟軍，成棟議改兩廣軍門為行宮。遠生謂之曰：「天子者，天下主也。爵賞征伐，自天子出。脫上駕此，則有隱令寄政之嫌。且江、廣同時反正，六師當不日復南京。上不返桂林，謂可出南、韶，幸江右耳。若幸廣州，則示天下以苟安矣。」成棟然之，乃還蹕肇慶。已改兵部，協理京營戎政，議開武備庫，儲餉練兵，奉駕親征出楚。會南雄陷，上將西幸，杜永和請留駕。遠生至清遠，馳諭廣州諸將，永和奉詔，歸請駕暫駐。上如梧州，詔獄起，劉湘客等逮問。吳貞毓等嫉遠生甚，乃自請催桂林諸將兵出楚。高必正疏請總督忠貞營兵馬。冬，桂林陷，式耜死，與管嗣裘、朱昌時入瑤峒。六年，李定國復桂林，迎說盡忠戴上，定國重之。定國下湖南，留守桂林，激厲土兵，控扼平、柳，屢破清兵。桂林再陷，退入谿峒以終。